# Comuna 15 (Cali)
La Comuna 15 de Cali  tiene una extensión de 406,04 hectáreas, siendo una zona plana localizada al oriente de la ciudad, que contiene uno de los asentamientos más recientes y es uno de los sectores densamente poblados de la ciudad.
La comuna limita al norte con las comunas 13 y 14, al sur y oriente con el Corregimiento de Navarro y al occidente con las comunas 13 y 16.

## Barrios
La comuna está compuesta por más de 7 barrios, urbanizaciones o sectores; que son:
| - El Retiro - Los Comuneros I - Laureano Gómez - El Vallado - Llano verde - Ciudad Córdoba - Mojica - El Morichal o Morichal de Comfandi |

## Población
La Comuna 15 cuenta con un población total de 126.496.

## Características
El rango de densidad poblacional de esta comuna está identificado como uno de los más altos de la ciudad (311,53 hab/ha). La comuna 15, se ubica dentro del rango del 91% al 100% con población en alto riesgo social y los barrios que más  población poseen son Ciudad Córdoba, El Vallado y Mojica.
La comuna 15 hace parte del Distrito de Aguablanca.
En la comuna hay 11 asentamientos de desarrollo incompleto.

## Vivienda
La comuna 15 exhibe como característica principal, el desarrollo de viviendas de interés social, debido a su localización en una zona de elevada demanda de vivienda, especialmente en las áreas libres y en las de densificación y consolidación de zonas medianamente desarrolladas.

## Salud
La comuna cuenta con un hospital, cuatro puestos de salud y un centro de salud.